# Holocheilus monocephalus
Holocheilus monocephalus là một loài thực vật có hoa trong họ Cúc. Loài này được Mondin mô tả khoa học đầu tiên năm 1995.